# 科克冰川
科克冰川（英語：Koch Glacier）是南極洲的冰川，位於帕默群島的布拉班特島南部，處於詹納冰川以東，全長6公里，以德國細菌學家命名，現時由南極條約體系管理。